# Chủ tịch Hội đồng Tham mưu trưởng Liên quân Hoa Kỳ
Chủ tịch Hội đồng Tham mưu trưởng Liên quân, tên tiếng Anh: Chairman of the Joint Chiefs of Staff viết tắt là: CJCS, một số tài liệu tiếng Việt còn gọi là Tổng tham mưu trưởng Liên quân, theo luật, là chức vụ sĩ quan cấp cao nhất của Quân đội Hoa Kỳ, và là cố vấn quân sự chính của Tổng thống Hoa Kỳ, Hội đồng An ninh Quốc gia Hoa Kỳ, và Bộ trưởng Quốc phòng Hoa Kỳ.
Chủ tịch Hội đồng Tham mưu trưởng Liên quân là chức vị cao hơn tất cả những người đứng đầu các quân chủng nhưng không có thực quyền tư lệnh tác chiến đối với những người đứng đầu này hay quân chủng của họ. Ông là người chủ trì các cuộc họp và điều hợp những nỗ lực của Hội đồng Tham mưu trưởng Liên quân Hoa Kỳ (JCS) gồm có Chủ tịch Hội đồng Tham mưu trưởng Liên quân, Phó Chủ tịch Hội đồng Tham mưu trưởng Liên quân, Tham mưu trưởng Lục quân, Tham mưu trưởng Không quân, Chủ nhiệm Tác chiến Hải quân, Chỉ huy trưởng Thủy quân lục chiến. Hội đồng Tham mưu trưởng Liên quân có các văn phòng đặt trong Ngũ Giác Đài.
Mặc dù Hội đồng Tham mưu trưởng Liên quân được xem là rất quan trọng và quyền lực cao nhưng cả hai Chủ tịch Hội đồng Tham mưu trưởng Liên quân và Phó Chủ tịch Hội đồng Tham mưu trưởng Liên quân không có bất cứ thực quyền tư lệnh nào đối với các lực lượng tác chiến. Đạo luật Goldwater-Nichols đặt thứ tự chỉ huy từ Tổng thống Hoa Kỳ đến Bộ trưởng Quốc phòng Hoa Kỳ rồi trực tiếp đến các tư lệnh các Bộ tư lệnh Tác chiến Thống nhất. Tuy nhiên các thành viên Hội đồng Tham mưu trưởng Liên quân có thực quyền điều động nhân sự và trông coi việc phân bố nhân lực và nguồn lực cho các bộ tư lệnh tác chiến trong các quân chủng của mình. Chủ tịch Hội đồng Tham mưu trưởng Liên quân cũng có thể gởi thông điệp từ Tổng thống và Bộ trưởng Quốc phòng đến các tư lệnh tác chiến cũng như phân phối ngân sách phụ đến cho các vị tư lệnh tác chiến nếu cần thiết. Ông cũng thực thi tất cả các chức năng khác được diễn tả dưới Mục 153, Điều 10, Bộ luật Hoa Kỳ hay phân bố các nhiệm vụ hoặc trách nhiệm cho các sĩ quan khác trong Hội đồng Tham mưu trưởng Liên quân dưới danh nghĩa của mình.
Chủ tịch Hội đồng Tham mưu trưởng Liên quân Hoa Kỳ được một vị tướng 3-sao có chức vụ là "Giám đốc Hội đồng Tham mưu trưởng Liên quân" giúp đỡ về mặt điều hành Hội đồng Tham mưu trưởng Liên quân mà gồm có những thành phần với các con số sĩ quan bằng nhau từ các quân chủng Hải, Lục, Không quân và Thủy quân lục chiến Hoa Kỳ được điều động đến để giúp Chủ tịch Hội đồng Tham mưu trưởng Liên quân về phương hướng, hoạt động chiến lược thống nhất cũng như liên kết các lực lượng hải, lục, không quân.
Thủy sư đô đốc William D. Leahy của Hải quân Hoa Kỳ đã phục vụ trong vai trò Tham mưu trưởng của Tổng tư lệnh từ 20 tháng 7 năm 1942 đến 21 tháng 3 năm 1949. Chức danh này của Leahy là tiền thân của chức vụ Chủ tịch Hội đồng Tham mưu trưởng Liên quân Hoa Kỳ.
Chủ tịch Hội đồng Tham mưu trưởng Liên quân được Tổng thống Hoa Kỳ đề cử và phải được đa số phiếu của Thượng viện Hoa Kỳ xác nhận mới được bổ nhiệm. Theo luật, Tổng tham mưu trưởng được bổ nhiệm với cấp bậc đại tướng hay đô đốc 4-sao.

## Tham mưu trưởng củaTổng tư lệnh
| # | Tham mưu trưởng của Tổng tư lệnh | Tham mưu trưởng của Tổng tư lệnh                | Thời gian đảm nhiệm                     | Nhánh phục vụ   | Tổng thống                            |
| - | -------------------------------- | ----------------------------------------------- | --------------------------------------- | --------------- | ------------------------------------- |
| 1 |                                  | Thủy sư đô đốc William Daniel Leahy (1875–1959) | 20.7.1942 — 21.3.1949 (6 năm, 244 ngày) | Hải quân Hoa Kỳ | Franklin D. Roosevelt Harry S. Truman |

## Danh sách các Chủ tịch Hội đồng Tham mưu trưởng Liên quân
| #  | Chủ tịch Hội đồng Tham mưu trưởng Liên quân | Chủ tịch Hội đồng Tham mưu trưởng Liên quân   | Thời gian đảm nhiệm                      | Nhánh phục vụ              | Tổng thống                             |
| -- | ------------------------------------------- | --------------------------------------------- | ---------------------------------------- | -------------------------- | -------------------------------------- |
| 1  |                                             | Thống tướng Lục quân Omar Bradley (1893–1981) | 19.8.1949 — 15.8.1953 (3 năm, 361 ngày)  | Lục quân Hoa Kỳ            | Harry Truman Dwight Eisenhower         |
| 2  |                                             | Đô đốc Arthur W. Radford (1896–1973)          | 15.8.1953 — 15.8.1957 (4 năm)            | Hải quân Hoa Kỳ            | Dwight Eisenhower                      |
| 3  |                                             | Đại tướng Nathan F. Twining (1897–1982)       | 15.8.1957 — 30.9.1960 (3 năm, 46 ngày)   | Không quân Hoa Kỳ          | Dwight Eisenhower                      |
| 4  |                                             | Đại tướng Lyman Lemnitzer (1899–1988)         | 1.10.1960 — 30.9.1962 (2 năm)            | Lục quân Hoa Kỳ            | Dwight Eisenhower John Kennedy         |
| 5  |                                             | Đại tướng Maxwell D. Taylor (1901–1987)       | 1.10.1962 — 1.7.1964 (1 năm, 275 ngày)   | Lục quân Hoa Kỳ            | John Kennedy Lyndon Johnson            |
| 6  |                                             | Đại tướng Earle Wheeler (1908–1975)           | 3.7.1964 — 2.7.1970 (5 năm, 364 ngày)    | Lục quân Hoa Kỳ            | Lyndon Johnson Richard Nixon           |
| 7  |                                             | Đô đốc Thomas H. Moorer (1912–2004)           | 2.7.1970 — 1.7.1974 (5 năm, 364 ngày)    | Hải quân Hoa Kỳ            | Richard Nixon                          |
| 8  |                                             | Đại tướng George S. Brown (1918–1978)         | 1.7.1974 — 20.6.1978 (5 năm, 364 ngày)   | Không quân Hoa Kỳ          | Richard Nixon Gerald Ford Jimmy Carter |
| 9  |                                             | Đại tướng David C. Jones (1921–2013)          | 21.6.1978 — 18.6.1982 (3 năm, 262 ngày)  | Không quân Hoa Kỳ          | Jimmy Carter Ronald Reagan             |
| 10 |                                             | Đại tướng John W.Vessey Jr. (1922–2016)       | 18.6.1982 — 30.9.1985 (3 năm, 104 ngày)  | Lục quân Hoa Kỳ            | Ronald Reagan                          |
| 11 |                                             | Đô đốc William J. Crowe (1925–2007)           | 1.10.1985 — 30.9.1989 (3 năm, 364 ngày)  | Hải quân Hoa Kỳ            | Ronald Reagan George H. W. Bush        |
| 12 |                                             | Đại tướng Colin Powell (1937–2021)            | 1.10.1989 — 30.9.1993 (3 năm, 364 ngày)  | Lục quân Hoa Kỳ            | George H. W. Bush Bill Clinton         |
| —  |                                             | Đô đốc David E. Jeremiah (1934–2013) Quyền    | 1.10.1993 — 24.10.1993 (23 ngày)         | Hải quân Hoa Kỳ            | Bill Clinton                           |
| 13 |                                             | Đại tướng John Shalikashvili (1936–2011)      | 25.10.1993 — 30.9.1997 (3 năm, 341 ngày) | Lục quân Hoa Kỳ            | Bill Clinton                           |
| 14 |                                             | Đại tướng Hugh Shelton (sinh 1942)            | 1.10.1997 — 30.9.2001 (3 năm, 364 ngày)  | Lục quân Hoa Kỳ            | Bill Clinton George W. Bush            |
| 15 |                                             | Đại tướng Richard Myers (sinh 1942)           | 1.10.2001 — 30.9.2005 (3 năm, 341 ngày)  | Không quân Hoa Kỳ          | George W. Bush                         |
| 16 |                                             | Đại tướng Peter Pace (sinh 1945)              | 1.10.2005 — 30.9.2007 (1 năm, 364 ngày)  | Thủy quân lục chiến Hoa Kỳ | George W. Bush                         |
| 17 |                                             | Đô đốc Michael Mullen (sinh 1946)             | 1.10.2007 — 30.9.2011 (3 năm, 364 ngày)  | Hải quân Hoa Kỳ            | George W. Bush Barack Obama            |
| 18 |                                             | Đại tướng Martin Dempsey (sinh 1952)          | 1.10.2011 — 30.9.2015 (3 năm, 364 ngày)  | Lục quân Hoa Kỳ            | Barack Obama                           |
| 19 |                                             | Đại tướng Joseph Dunford (sinh 1955)          | 1.10.2015 — 30.9.2019 (3 năm, 364 ngày)  | Thủy quân lục chiến Hoa Kỳ | Barack Obama Donald Trump              |
| 20 |                                             | Đại tướng Mark A. Milley (sinh 1958)          | 1.10.2019 — 30.9.2023 (3 năm, 364 ngày)  | Lục quân Hoa Kỳ            | Donald Trump Joe Biden                 |
| 21 |                                             | Đại tướng Charles Q. Brown Jr. (sinh 1962)    | 1.10.2023 — Nay (1 năm, 172 ngày)        | Không quân Hoa Kỳ          | Joe Biden Donald Trump                 |

## Thống kê các Chủ tịch Hội đồng Tham mưu trưởng Liên quân

### Theo nhánh phục vụ
- Lục quân Hoa Kỳ - 10
- Không quân Hoa Kỳ - 5
- Hải quân Hoa Kỳ - 4
- Thủy quân lục chiến Hoa Kỳ - 2
- Lực lượng Không gian Hoa Kỳ - 0

Ghi chú: Danh sách này không tính Tham mưu trưởng của Tổng tư lệnh (tiền thân của chức vụ Chủ tịch Hội đồng Tham mưu trưởng Liên quân) và các Quyền Chủ tịch Hội đồng Tham mưu trưởng Liên quân.